# Pivín
Pivín är en ort i Tjeckien.   Den ligger i regionen Olomouc, i den östra delen av landet, 210 km öster om huvudstaden Prag. Pivín ligger 215 meter över havet och antalet invånare är 694.
Terrängen runt Pivín är platt. Runt Pivín är det ganska tätbefolkat, med 160 invånare per kvadratkilometer. Närmaste större samhälle är Prostějov, 11,0 km nordväst om Pivín. Trakten runt Pivín består till största delen av jordbruksmark.